# IDENTITY (jealkbのアルバム)
「IDENTITY」（アイデンティティ）は日本のヴィジュアル系ロックバンド、jealkbのメジャー6thアルバム。2017年7月19日に発売された。

## 概要
表題曲である『IDENTITY』は、「自分らしく生きる意味、自分が進むべき道」をテーマにしたメッセージソングだという。

## 収録曲
1. &alive（アンドアライブ）
  - （作詞：sapoto / 作曲：sapoto・ediee・elsa）
2. try and error（トライ・アンド・エラー）
  - （作詞：haderu / 作曲：elsa）
3. Ranker Killer（ランカー・キラー）
  - （作詞：elsa / 作曲：elsa）
4. ASTROMEN（アストロメン）
  - （作詞：ediee / 作曲：ediee）
5. 海を游ぐ月（うみをおよぐつき）
  - （作詞：haderu / 作曲：sapoto）
6. reboot（リブート）
  - （作詞：haderu / 作曲：elsa）
  - メジャー9thシングル『reboot』に収録された楽曲。
7. Reverse Bonito（リバース・ボニート）
  - （作詞：haderu / 作曲：elsa）
  - 「戻り鰹」をテーマとした曲。
8. Fight for a renovation（ファイト・フォー・ア・リノベーション）
  - （作詞：haderu / 作曲：elsa）
9. Packya Ma Lad（パキャマラド）
  - （作詞：haderu / 作曲：elsa）
10. IDENTITY（アイデンティティ）
  - （作詞：haderu / 作曲：elsa）
11. Water Color（ウォーター・カラー）
  - （作詞：sapoto / 作曲：sapoto）

### Type-A（初回盤限定）DVD
1. 「IDENTITY」Music Video
2. 「try and error」Music Video
3. 「Fight for a renovation」Music Video
4. 「reboot」Music Video